# Pedicularis kuruchuensis
Pedicularis kuruchuensis är en snyltrotsväxtart som beskrevs av T. Yamazaki. Pedicularis kuruchuensis ingår i släktet spiror, och familjen snyltrotsväxter. Inga underarter finns listade i Catalogue of Life.